# Пер-Рамсес
Пер-Рамсес (букв. «дом Рамсеса», полное название Пи-Риа-масэ-са-Маи-Амана — «Дом Рамсеса, любимого Амоном»; современное арабское название Кантир) — столица Древнего Египта, сооружённая около 1278 года до н. э. и находившаяся на востоке дельты Нила примерно в 1 км от Авариса — старой столицы гиксосов. Основана Рамсесом II на месте летнего дворца его отца Сети I, возможно, построенного при Рамсесе I.
Рамсес III изменил название города с «Дома Рамсеса II» на «Дом Рамсеса III, повелителя Иуну, великого в победах». Современное название, означающее буквально «бирюзового цвета», город получил в связи с обнаруженной при его раскопках плиткой бирюзового цвета.
Есть версии, что этот город был одним из тех мест, где происходили события библейского Исхода (Исх. 1:11, 12:37, Чис. 33:3–5). Израильтяне были в принудительном порядке привлечены к сооружению Пер-Рамсеса, и оттуда позднее произошёл их исход из Египта.

## Пер-Рамсес

### Местонахождение и размеры
Пер-Рамсес находился на восточной окраине дельты Нила, между пелузийским рукавом дельты Нила и дренажной системой Бахр-эль-Бакар. Во времена процветания города площадь его территории, включая участки, используемые для орошения и других хозяйственных целей, составляла до 30 квадратных километров. Центр города находился в области современного места и лежит на удалении примерно 30 км на север от Заказика, а также примерно в 9 км к северу от Факуса.

### Город
Очертания города до настоящего времени известны лишь приблизительно, поскольку он подвергался массивным разрушениям и в древности, и в новые времена. Как свидетельствуют древнеегипетские источники, город соответствовал по своей роскоши и величине древним столицам — Фивам и Мемфису.
Пер-Рамсес не только был красивым городом, но и имел военное значение, как свидетельствуют находки оружейных мастерских, конюшен и казарм. Расположение города на востоке дельты Нила позволяло египетской армии достаточно быстро добираться по дороге Хора в Левант. Положение города между пелусийским рукавом Нила и заболоченными территориями Бахр эль-Бакар хорошо защищало его от возможных нападений. Помимо того, пелусийский рукав Нила был транспортной артерией Египта, соединявший город как со Средиземным морем, так и с остальным Египтом.

### Пер-Рамсес во времена Рамсеса III
Папирус Анастаси II повествует о событиях времён Рамсеса III:
Его Величество (Рамсес III) построил себе укреплённый дворец, именуемый «Великий в победах». Он находится между Речену и Тамери, изобилует пищей и запасами. Он построен по образцу Гермонтиса, а его протяжённость — такая же, как у Хут-ка-Птаха. Солнце восходит на обеих своих световых горах (понятие из египетской мифологии), а опускается в центре этого города. Все люди покидают свои города и селятся в округе (этого города). На западе (города) располагается храм Амона, на юге — храм Сета. Астарта находится на востоке, а Уто — на севере. Укреплённый дворец, который находится в этом городе, (так же велик), как обе световых горы неба. Рамсес II в нём как бог, «Монту в Обеих землях» как докладчик, «Господин Солнце» как чати, дружественно настроенный к Египту.

### Конец Пер-Рамсеса и переезд в Танис
Около 1110 года до н. э., то есть в конце XX династии, город был заброшен. Предположительно это произошло из-за обмеления рукава Нила близ Пелузия. В связи с переносом столицы в удалённый на 30 км Танис туда было перевезено большое количество монументов из Пер-Рамсеса, в связи с чем, на основании надписей на этих памятниках, Танис первоначально отождествляли с Пер-Рамсесом.
Впоследствии город и его название были забыты. Со времени XXI династии крупные здания города использовались как источник строительного камня.

## Современные останки и раскопки
В связи с тем, что в античности город подвёргся масштабным разрушениям, к настоящему времени от него почти ничего не сохранилось. Ещё в XIX веке на месте города были видны несколько теллей, которые, однако, вскоре исчезли. В настоящее время на месте города можно увидеть разве что основание статуи Рамсеса II, когда-то достигавшей в высоту 10 метров, и высокое основание колоннады из гранита. В соседней деревне Самана находится источник Рамсеса II.
С конца XIX века люди стали обращать внимание на древние находки в окрестностях Кантира. После открытия большого количества фаянсовой плитки, которая сильно напоминала плитку из храмового дворца в Мединет-Абу, Кантир стали рассматривать как возможное местонахождение бывшей столицы, Пер-Рамсеса. Это мнение особенно укрепилось в научном мире после опубликования в 1954 году статьи Лабиба Хабахи, и окончательно было подтверждено опубликованными в 1970-х годах работами австрийского археолога Манфреда Битака. Таким образом, была отклонена гипотеза о том, что Пер-Рамсесу соответствовал Танис (этого мнения придерживался, в частности, французский археолог Пьер Монте, проводивший в Танисе раскопки).
С 1950-х годов раскопки в Кантире ведёт группа археологов из хильдесхаймского Музея Рёмера и Пелицеуса под руководством Эдгара Пуша в сотрудничестве с группой Австрийского археологического института, которая под руководством Манфреда Битака проводит раскопки в нескольких километрах южнее, в Телль эль-Даба, где находилась древняя столица гиксосов Аварис.
В результате использования геомагнитной разведки было установлено местонахождение многочисленных руин города, скрытых под землёй.

## Кино
- Versunkene Metropolen: Operation Piramesse. Dokumentation, 45 Min., Produktion: ZDF, Erstsendung: 24. Juni 2007, ZDF-Dossier mit 2 Videos und Bilderserie Архивная копия от 3 июня 2010 на Wayback Machine
- Documentaries, 58 Min. Production: BBC. 2006 г. The Vanished City of the Pharao. Lost Cities of the Ancients. Episode 1. Архивировано 14 апреля 2017. {{cite episode}}: Внешняя ссылка в |series= (справка) 
Документальный фильм. Производство: BBC. 2006 г (5 июля 2017). Исчезнувший город фараонов. Ключ к разгадке древних сокровищ. Россия-Культура. Архивировано 2 июля 2017.